# Tocata
La tocata és una forma musical per a instruments de teclat que requereix una gran habilitat de l'intèrpret. Va aparèixer per primera vegada durant el Renaixement, a la Itàlia del nord. Es tracta de composicions que preveuen moviments ràpids primer d'una mà i després de l'altra i passatges brillants que baixen en cascada contraposats amb l'acompanyament d'un acord amb la mà contrària.
Hans Leo Hassler, compositor molt actiu a Venècia a finals del segle xvi, va portar la tocata a Alemanya on va aconseguir l'esplendor màxim del seu desenvolupament amb l'obra de Johann Sebastian Bach, cent anys després.
La tocata barroca és més articulada i té més durada, intensitat i virtuosisme que la tardorenaixentista. Sovint apareixen passatges molt ràpids barrejats amb salts i arpegis que s'alternen amb parts que utilitzen acords o fugues.
Les tocates de Bach són les més conegudes. Les seves tocates per a orgue són composicions brillants que es presten a la improvisació, sovint seguides d'un moviment independent, anomenat fuga. En aquest cas, la tocata s'utilitza en lloc del preludi. Les tocates de Bach per a clavicèmbal són obres integrades per més parts, que inclouen també una fuga a la seva estructura.